# فرودگاه بین‌المللی کامندنتی ارماندو توولا
فرودگاه بین‌المللی کامندنتی ارماندو توولا (به انگلیسی: Comandante Armando Tola International Airport) (به زبان بومی: Aeropuerto Internacional de El Calafate - Comandante Armando Tola) یک فرودگاه همگانی و نظامی با کد یاتا FTE است که یک باند فرود بتن دارد و طول باند آن ۲۶۴۹ متر است. این فرودگاه در کشور آرژانتین قرار دارد و در ارتفاع ۲۰۴ متری از سطح دریا واقع شده‌است.

## شرکت‌های هواپیمایی و مقصدهای پروازی
The airport is a common stopover for flights to Ushuaia
| شرکت‌های هواپیمایی    | مقصدهای پروازی |
| -------------------- | --- |
| ارولینیاس آرژانتیناس | محله هوایی یورگ نوبری، مینیسترو پیستارینی فصلی: اینگنیرو ارناوتیکو امبرسیو تاراولا، رسریو – ایسلس ملوینس، تنینته لوییس کندلاریا، اوشوآیا – مالویناس آرجنتیناس                             |
| آئروویاس داپ         | Seasonal پرزیدانت کارلوس ایبانیز دل کامپو، Puerto Natales (all begin ۳۰ نوامبر ۲۰۱۷) |
| ال‌ای‌دی‌ئی             | محله هوایی یورگ نوبری، ژنرال انریکو ماسکونی، گبرنیدر گریگریس، آستور پیاتزولا، ال تئولچی، پیلوتو سیویل نوربرتو فرناندز، هرمیز کویخادا، تنینته لوییس کندلاریا، اوشوآیا – مالویناس آرجنتیناس |
| لان آرژانتین         | محله هوایی یورگ نوبری، اوشوآیا – مالویناس آرجنتیناس |